# Lillasjön (Örby socken, Västergötland)
Lillasjön är en sjö i Marks kommun i Västergötland och ingår i Viskans huvudavrinningsområde. Sjön har en area på 0,0699 kvadratkilometer och ligger 93,1 meter över havet.

## Delavrinningsområde
Lillasjön ingår i det delavrinningsområde (637270-131252) som SMHI kallar för Utloppet av Östra Öresjön. Medelhöjden är 94 meter över havet och ytan är 31,37 kvadratkilometer. Räknas de 13 avrinningsområdena uppströms in blir den ackumulerade arean 411,05 kvadratkilometer. Slottsån (Torestorpsån) som avvattnar avrinningsområdet har biflödesordning 2, vilket innebär att vattnet flödar genom totalt 2 vattendrag innan det når havet efter 50 kilometer. Avrinningsområdet består mestadels av skog (57 procent). Avrinningsområdet har 8,46 kvadratkilometer vattenytor vilket ger det en sjöprocent på 26,9 procent. Bebyggelsen i området täcker en yta av 0,3 kvadratkilometer eller 1 procent av avrinningsområdet.